# Sidi Bouzid Ouest
Sidi Bouzid Ouest est une délégation tunisienne dépendant du gouvernorat de Sidi Bouzid.
En 2004, elle compte 65 761 habitants dont 33 125 hommes et 32 636 femmes répartis dans 13 445 ménages et 14 955 logements.